# Haná

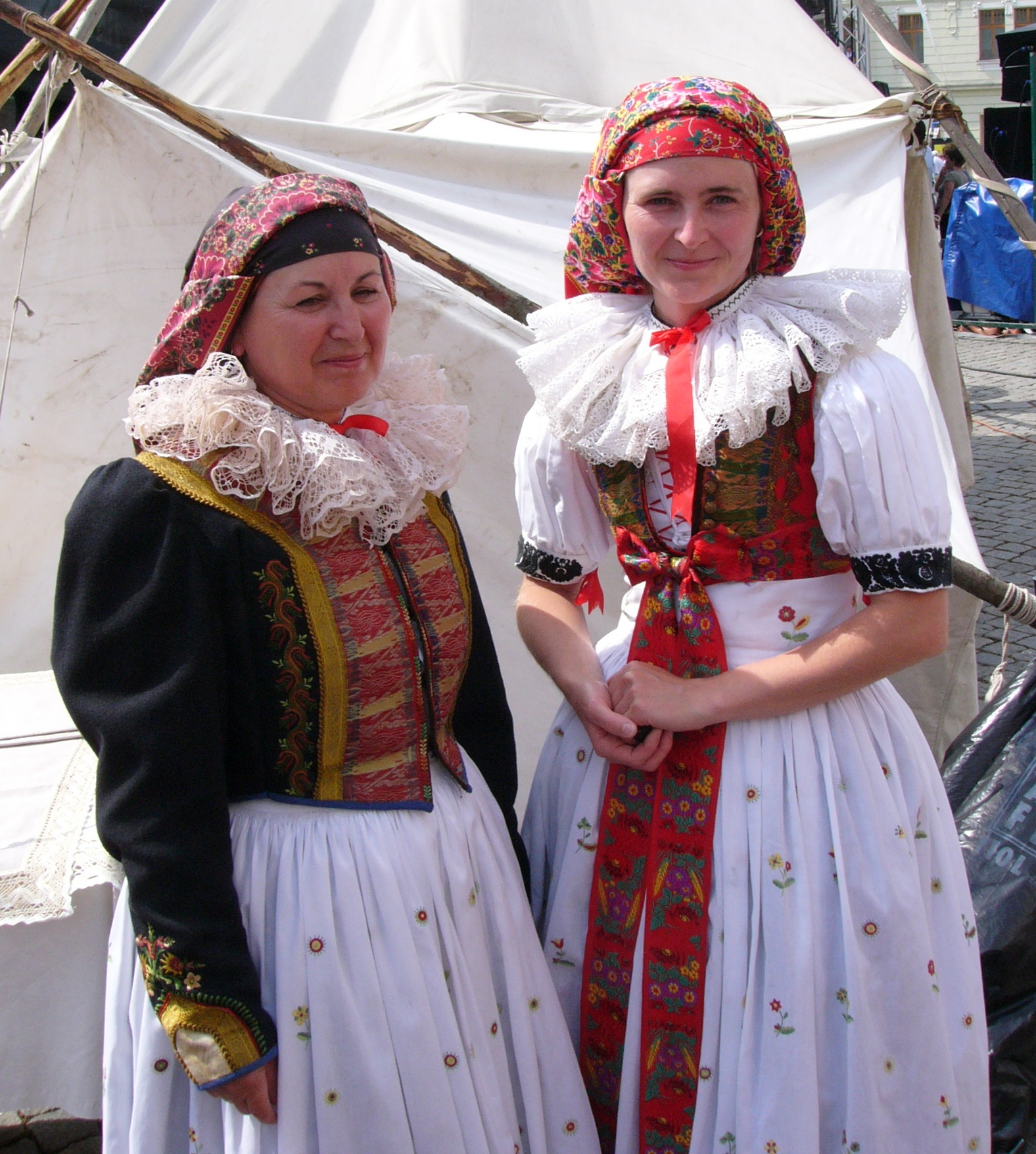
Hanacki strój ludowy

Haná (cz. Haná lub Hanácko) – region etnograficzny w środkowych Morawach w Czechach. Głównym miastem regionu jest Ołomuniec, a w przybliżeniu rozciąga się pomiędzy miastami Zábřeh, Holešov, Vyškov i Uničov, w dolinie rzek Morawy i Hany. Nazwa ta pojawiła się w XVI wieku. Region zamieszkuje grupa etnograficzna Hanaków, charakteryzująca się regionalną gwarą hanacką (cz. hanáčtina, nářečí hanácké), barwnymi strojami ludowymi (cz. hanácký kroj) i zwyczajami.

## Historia
Czeski archeolog Čeněk Staňa przedstawił dowody archeologiczne wskazujące, że region Haná znajdował się za Bolesława Chrobrego pod bezpośrednim panowaniem polskim, stanowiąc bazę wypadową do reszty Moraw. Prawdopodobnie już około 981-990 roku Bramę Morawską i region Haná z Ołomuńcem opanował polski książę Mieszko I. Najprawdopodobniej o Ołomuńcu pod nazwą Alemure wspomina przypisywany Mieszkowi I dokument Dagome iudex datowany na rok 991. Do roku 1003 Bolesław Chrobry włączył całe Morawy w obszar państwa polskiego i pozostały one polskie do roku 1031, gdy za panowania Mieszka II przeszły pod władzę czeską (według niektórych źródeł stało się to wcześniej, około 1021 roku).